# Los días del Venado
Los días del Venado es una novela argentina de fantasía escrita por Liliana Bodoc publicada en el año 2000. Es la primera entrega de la Saga de los Confines, la cual fue seguida luego por Los días de la Sombra (2002), Los días del Fuego (2004) y Oficio de búhos (2012). La novela se caracteriza por estar ambientada en un mundo fantástico con culturas inspiradas en los pueblos indígenas de América.

## Argumento
El libro transcurre en un continente ficticio llamado las Tierras Fértiles reminiscente del continente Americano, poblado por culturas que recuerdan a las de América precolombina. El prólogo explica el nacimiento de Misáianes, el hijo de la Muerte y manifestación del Odio Eterno, que juntó seguidores en las Tierras Antiguas y cruzó el mar para invadir las Tierras Fértiles.
La primera parte del libro presenta a Dulkancellin, un guerrero del pueblo de los husihuilkes viudo, y a su familia: la Vieja Kush, sus hijos Thungür, Piukemán y Kume, y sus hijas Kuy-Kuyén y Wilkilén. La familia y el pueblo habitan en los Confines, una tierra al sur del continente. Juntos esperan la temporada de lluvias cuando reciben malos augurios: Dulkancellin sueña con una invasión, Thungür encuentra una pluma negra que presagia que deberá hacerse cargo de la familia, y Piukemán se interna con Wilkilén en terreno prohibido donde ve a Kupuka, el Brujo de la Tierra, realizar rituales extraños, para luego espantar a los hermanos del lugar.
La familia recibe la visita de Kupuka luego de que este se ausentara de la reunión comunal previa a las lluvias. El mago les anuncia que recibirán una visita importante. Esta termina siendo un mensajero zitzahay llamado Cucub, quien llegó de la ciudad de Beleram enviado por los Supremos Astrónomos. Cucub llega para llevarse a Dulkancellin con él, pero la prueba de que es un mensajero de verdad y no un impostor (una pluma del ave kúkul) desaparece. La Vieja Kush intercede para que Dulkancellin no mate a Cucub, y Kume confiesa que él había escondido la pluma. Dulkancellin repudia a su hijo y, luego de los preparativos, parte con Cucub.
En la segunda parte del libro, Dulkancellin y Cucub viajan al norte hacia Beleram, cada tanto encontrándose con los lulus, seres trepadores inteligentes que habitan el sur de las Tierras Fértiles y que se dirigen al mismo lugar. Los lulus llevan la Piedra Alba, un objeto mágico que presagia una gran calamidad. El ejército de lulus es engañado y envenenado por los Pastores del Desierto, para luego ser encontrado por Dulkancellin y Cucub. Ambos son capturados por los Pastores, pero se las ingenian para escapar y encontrarse con Kupuka en el camino, que les revela que las naves de las Tierras Antiguas han partido. El mago vuelve al sur y los viajeros llegan a la Casa de las Estrellas, donde son recibidos por los astrónomos Bor y Zabralkán. Se forma un concilio para discutir si las naves que provienen de las Tierras Antiguas son amistosas o no, ya que una profecía señalaba que los llegados podían ser aliados bóreos o seguidores de Misáianes.
Los enviados de las Tierras Antiguas resultan ser los sideresios, comandados por Leogrós y Drimus, que se presentan de manera amistosa pero, al descubrir los habitantes de las Tierras Fértiles que son vasallos de Misáianes, escapan utilizando armas de fuego, desconocidas para los nativos. Kupuka junta a un ejército husihuilke que llega desde el sur y los Señores del Sol envían ayuda desde el norte, para enfrentar a los sideresios que ya estaban causando estragos en poblaciones locales con ayuda de traidores, entre ellos Illán-che-ñe de los Pastores del Desierto y Molitzmós de los Señores del Sol.
En la tercera parte del libro, Dulkancellin guía la alianza del ejército husihuilke y zitzahay (llamada "el Venado") en emboscadas a los escuadrones de sideresios, robando armas y caballos, a los que aprenden a montar. En estas expediciones están Kume y Thungür, pero no Piukemán, que quedó en su hogar tras ser maldito por el Halcón Ahijador por su curiosidad. Tras algunos enfrentamientos exitosos y varias traiciones, el Venado es casi derrotado en un enfrentamiento en campo abierto con los sideresios, pero logra imponerse con la ayuda del ejército de los Señores del Sol y las criaturas reunidas por Kupuka. Dulkancellin queda malherido. Kume, aún caído en desgracia, se infiltra en el campamento enemigo y hace explotar su almacén de pólvora, por lo que es empalado por los sideresios. Al descubrirlo, Dulkancellin persigue a los invasores hasta la costa, donde están escapando y muere por un balazo de Leogrós.
Tras la muerte de Dulkancellin, los pueblos de las Tierras Fértiles se empiezan a preparar para una segunda incursión en el futuro. Thungür se queda entrenando guerreros en Beleram. Cucub se une en matrimonio con Kuy-Kuyén y vuelve con los husihuilkes a los Confines.

## Escritura y publicación
Bodoc trabajó durante dos años escribiendo la obra. Se informó leyendo textos específicos como los diarios de Colón, las cartas de Hernán Cortés, libros de historia, antropología, literatura americana y mitos (entre ellos el Popol Vuh, la literatura azteca y las leyendas mapuches), para formar la base de la novela. La autora afirmó haber tenido la intención de "escribir una épica de los que sufren, los olvidados, los oscuros, este continente". También reconoció la influencia de J.R.R. Tolkien y Ursula K. Le Guin, además de sus propias ideas políticas:

«Yo trabajo con la fantasía de manera alegórica y metafórica, de la misma manera que Tolkien, Le Guin o Gorodischer en Kalpa Imperial, para referir al mundo del aquí y el ahora; para mí el poder no tiene que estar hegemonizado por nadie, ni siquiera por un rey bueno, como en el caso de El Señor de los Anillos. Recuerdo todo el tiempo nuestras guerras, nuestra hambre, nuestra miseria, nuestro dolor para que las guerras ficcionales tengan carne y verdad. Mis libros no son algo ingenuo. La guerra de guerrillas que se da en la saga, las inmolaciones, los suicidios, no están por casualidad. Hay muchos personajes que se suicidan por una causa, y me hago cargo de que eso referencia directamente el mundo contemporáneo. Mis hermanos tuvieron militancia política de izquierda, y aunque yo miraba de afuera y tenía mis discusiones con ellos, aprendí mucho. Y creo que eso se nota».
Liliana Bodoc

Durante una estadía en Buenos Aires, buscando editoriales, su novela fue aceptada por la editorial Norma.

## Recepción
La Saga de los Confines recibió diversos premios, como el de la Fundación El Libro (2000), la Lista de Honor IBBY (2001), la Mención Especial White Ravens 2002 de la Biblioteca Internacional de la Juventud de Munich y el Premio Calidoscopio Ganadores Juveniles de Venezuela (2003).
Ursula K. Le Guin elogió el libro y la saga en general:

«La escritura de Liliana trae, por primera vez, un punto de vista realmente sudamericano a la fantasía puramente imaginada, a diferencia de la fantasía borgiana y la semi-fantasía de los realistas mágicos».
Ursula K. Le Guin